# Slotlaan (metrostation)
Slotlaan is een van de drie metrostations in Capelle aan den IJssel, in de Nederlandse provincie Zuid-Holland. Op 26 mei 1994 werd de toenmalige oost-westlijn van het Rotterdamse metronet uitgebreid met een tak van Capelsebrug naar De Terp. Sinds december 2009 wordt station Slotlaan bediend door metrolijn C. Station Slotlaan is de eerste halte op deze tak en sinds de indienstneming van het tracé in gebruik.
Het metrostation is gelegen op een viaduct boven de Slotlaan, in de wijk Middelwatering. Het station bestaat uit twee perrons, die door middel van trappen, roltrappen en liften vanaf straatniveau bereikbaar zijn. Aan het zuidelijke perron stoppen metrotreinen richting het eindpunt De Terp, het noordelijke perron wordt aangedaan door treinen naar Capelsebrug en verder, eindpunt De Akkers.
Tegenover het station ligt een P+R terrein.
Op 18 oktober 2009 heeft zich nabij metrostation Slotlaan een ongeluk met een metrotrein en twee personen voorgedaan. De twee jongens waren waarschijnlijk graffiti aan het spuiten en werden verrast door een testrit om kwart voor vijf 's morgens. Een 17-jarige jongen is daarbij omgekomen. De andere, 18-jarige, jongen werd gewond overgebracht naar het Erasmus MC.

## Foto's

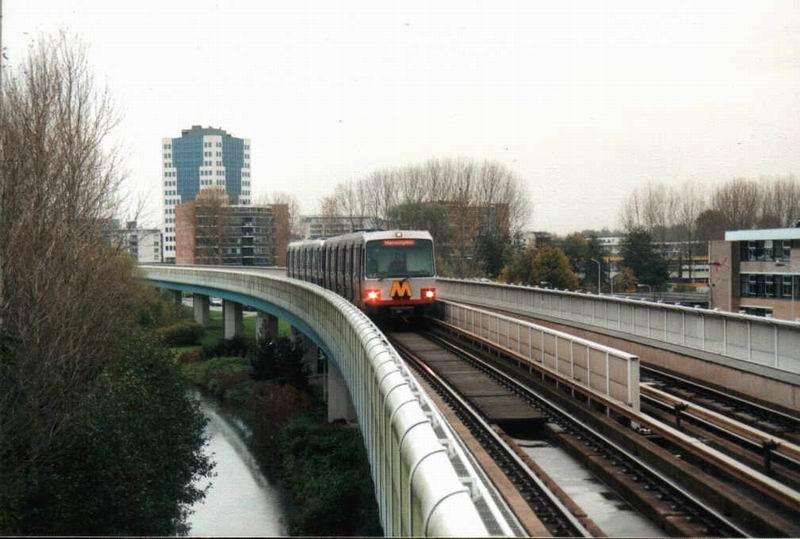
Een metro nadert het station, het gemeentehuis op de achtergrond.

De Terp · Capelle Centrum · Slotlaan · Capelsebrug · Kralingse Zoom · Voorschoterlaan · Gerdesiaweg · Oostplein · Blaak  · Beurs · Eendrachtsplein · Dijkzigt · Coolhaven · Delfshaven · Marconiplein · Schiedam Centrum  · Parkweg · Troelstralaan · Vijfsluizen · Pernis · Tussenwater · Hoogvliet · Zalmplaat · Spijkenisse Centrum · Heemraadlaan · De Akkers